# Stay Close
Stay Close (Quédate a mi lado en España y Quédate cerca en Hispanoamérica) es una serie británica de drama criminal basada en la novela de Harlan Coben de 2012 del mismo título, producida por Red Production Company para Netflix y estrenada el 31 de diciembre de 2021.

## Argumento
Megan Pierce es una madre en el suburbio de Livingston que esconde un pasado turbio. Ha encontrado a su alma gemela en Dave y tienen tres hijos, todos viviendo en su sueño.
Ray Levine fue una vez un talentoso fotógrafo documental. Perder a la mujer que amaba lo cambió. Ahora se encuentra en un trabajo sin futuro, trabajando de paparazzi por contrato, complaciendo a pseudo-celebridades de niños ricos.
Michael Broome es un detective que todavía está obsesionado por un caso sin resolver de hace diecisiete años. Un esposo y padre local, Stewart Green, desapareció sin dejar rastro. La esposa de Green todavía espera que regrese.
Cuando otro hombre desaparece en el aniversario de la desaparición de Stewart, Broome toma el caso con la esperanza de exorcizar sus demonios.
Tres personas cuyas vidas están a punto de truncarse, mientras las investigaciones de Broome abren viejas heridas, despiertan recuerdos del pasado y amenazan con exponer la verdad para que todos la vean.
Abriéndose camino a través de los espacios de lo que une estas tres vidas, hay un par de psicópatas peculiares, con la intención de completar su propia agenda.

## Elenco
- Cush Jumbo como Megan Pierce-Shaw / Cassie Morris, una ex estríper, ahora comprometida con tres hijos.
- James Nesbitt como DS Michael Broome, un detective de policía agotado.
- Richard Armitage como Ray Levine, un reportero gráfico que busca a su novia desaparecida.
- Eddie Izzard como Harry Sutton, abogado y ex asociado de Megan.
- Jo Joyner como DC Erin Cartwright,  la detective y exesposa de Broome.
- Sarah Parish como Lorraine Griggs, una mujer misteriosa del pasado de Megan.
- Daniel Francis como Dave Shaw, el prometido de Megan.
- Dylan Francis como Jordan Shaw.
- Andi Osho como Simona.
- Bethany Antonia como Kayleigh Shaw.
- Rachel Andrews como Bea.
- Poppy Gilbert como Barbie.
- Hyoie O'Grady como Ken.

## Antecedentes
En agosto de 2018, Harlan Coben firmó un contrato de cinco años con Netflix. Según el acuerdo, Coben haría que 14 de sus novelas fueran creadas como series de Netflix, y él sería el productor de todas ellas. Stay Close sigue a otros originales de Netflix creados por Coben Safe (2018), The Stranger, The Woods (ambos de 2020) y El inocente.

Es un placer emprender otro emocionante viaje con Harlan [Coben], Danny [Brocklehurst] y Nicola [Shindler], mientras nos sumergimos en una nueva historia sobre personas que guardan secretos impactantes de sus familias y amigos más cercanos. Estamos emocionados de tener la oportunidad nuevamente de enganchar a los espectadores de Netflix de todo el mundo con un misterio convincente que mantendrá a la gente despierta hasta altas horas de la noche.
Richard Fee, productor ejecutivo, Red Production Company.

La serie, que consta de ocho episodios, fue anunciada en octubre de 2020, y Cush Jumbo, James Nesbitt y Richard Armitage fueron revelados como el elenco principal.

## Episodios
| N.º | Título       | Dirigido por  | Escrito por                         | Fecha de lanzamiento original |
| --- | ------------ | ------------- | ----------------------------------- | ----------------------------- |
| 1   | «Episodio 1» | Daniel O'Hara | Danny Brocklehurst                  | 31 de diciembre de 2021       |
| 2   | «Episodio 2» | Daniel O'Hara | Mick Ford                           | 31 de diciembre de 2021       |
| 3   | «Episodio 3» | Daniel O'Hara | Mick Ford                           | 31 de diciembre de 2021       |
| 4   | «Episodio 4» | Lindy Heymann | Charlotte Coben                     | 31 de diciembre de 2021       |
| 5   | «Episodio 5» | Lindy Heymann | Victoria Asare-Archer               | 31 de diciembre de 2021       |
| 6   | «Episodio 6» | Lindy Heymann | Danny Brocklehurst, Charlotte Coben | 31 de diciembre de 2021       |
| 7   | «Episodio 7» | Lindy Heymann | Victoria Asare-Archer               | 31 de diciembre de 2021       |
| 8   | «Episodio 8» | Daniel O'Hara | Danny Brocklehurst                  | 31 de diciembre de 2021       |

## Producción
El rodaje de la serie comenzó el 18 de febrero de 2021. Stay Close se filmó en Mánchester y sus alrededores y en el noroeste de Inglaterra.